# ダヴィッド・オイストラフ国際ヴァイオリン・コンクール
ダヴィッド・オイストラフ国際ヴァイオリン・コンクール（David Oistrakh International Violin Competition）は、ウクライナのオデッサで開催される若手ヴァイオリニストのための音楽コンクールである。
ウクライナのオデッサ出身、20世紀を代表するヴァイオリニストのダヴィッド・オイストラフの名を冠し、2004年9月に第1回が開催された。第1位の賞金は15,000ドルである。

## 開催年と入賞者

### 第1回（2004年）
- 第1位 神尾真由子（日本）
- 第2位 GRACE LEE （シンガポール）
- 第3位 WU TIEN-HSIN （台湾）
- 第4位 NADEZHDA KORSHAKOVA （ロシア）、OLEH KASKIV （ウクライナ）
- 第5位 ILJA HAYSIN （ロシア）、AYNUR ZABENOVA （カザフスタン）
- 第6位 なし